# ザ☆ウルトラマンの登場怪獣
- ザ☆ウルトラマン > ザ☆ウルトラマンの登場怪獣
- ウルトラ怪獣一覧 > ザ☆ウルトラマンの登場怪獣

ザ☆ウルトラマンの登場怪獣（ザ ウルトラマンのとうじょうかいじゅう）は、テレビアニメ『ザ☆ウルトラマン』に登場する架空の怪獣、宇宙人、ロボット、その他の生物の一覧である。
アニメ作品の特色を生かし、ウルトラマンとサイズが大きく異なる怪獣や人間の体型を考慮しないデザインの怪獣が多数登場している。本作品での怪獣デザインは、円谷プロダクション側の怪獣原案をもとにアニメスタッフが設定画に書き起こしている。怪獣原案は、第1話は井口昭彦、第3話から第36話は主に鯨井実が担当した。

## 冷凍怪獣 シーグラ
第1話「新しいヒーローの誕生!!」に登場。
角が生えたティラノサウルスのような怪獣。南極から赤道を越えて北上してきた巨大氷山に潜んでいた。武器は頭部の鋭い角。最初に氷山から出現した個体が口から冷凍ガスを放射し、東京港を凍結させた後に残り3体が出現する。最初の個体ともう1体はジョーニアスを氷結させたりと善戦するも効果がなく、2頭はジョーニアスとの戦いの最中に冷凍ガスの誤射による同士討ちで氷結し、残り2頭もプラニウム光線を受けて倒されて海中へ沈む。
- 怪獣原案は井口昭彦が担当した[12]。
- 企画当初では4体のレッドキングの登場が検討されていた[13]。
- 居村眞二の漫画『ザ☆ウルトラマン』では、氷漬けになった2体は実は生きており、マンモスに擬態して前回の復讐のために再びジョーニアスと対峙するが、返り討ちに遭う。

## 竜巻き怪獣 スパイラル
第2話「光るペンダントの秘密」に登場。
外観は巨大な竜巻。海から上陸し、発電所を襲撃して多量の電気エネルギーを奪う。竜巻を変形させ、1対の腕を発生させて相手に掴みかかることもできるが、ムツミのバーディーを竜巻に巻き込む。科学警備隊本部のエネルギー出力を限界まで引き上げた罠に惹かれて出現し、竜巻内からの照明弾で中心部に本体（5本の触手を有する心臓に似た生物）が浮かんでいることを暴かれる。本体だけでジョーニアスと同じくらいの大きさがあり、ジョーニアスを羽交い絞めにするが返り討ちにあい、アストロビームを受けて倒される。

## 分裂怪獣 ワニゴドン
第3話「草笛が夕日に流れる時…」に登場。
地底から出現した1体がマルメの至近距離からの砲撃で倒されて心臓が停止した後、回収班に死骸は研究所へ持ち帰られるものの、飛び散った細胞が急速に成長することが判明する。そのうち1頭がタカシ少年に拾われ、ペロと名付けられる。ペロが怪獣化した直後に他の2頭が海岸に出現するが、ペロが海水の塩分を苦手にしていたことから3頭ともジョーニアスによって海中に叩き込まれ、体が短時間で溶けて倒される。
- 怪獣原案は鯨井実が担当した[3][12]。

### 分裂怪獣 ペロ
第3話「草笛が夕日に流れる時…」に登場。
ワニゴドンの1体目の細胞の一部から生まれたクローン体。タカシ少年に拾われ、1日で急成長する。ただし、幼少期には草笛に懐いており、巨大化後のジョーニアスとの格闘中にタカシの草笛に反応しておとなしくなったところを海へ叩き込まれ、プラニウム光線を受けて融解し、絶命する。

## 雲怪獣 レッドスモーギ
第4話「謎の赤い雲を追え!!」に登場。
突如出現した、謎の赤い雲状の生命体が激しい雨のために怪獣化し、赤い怪獣に変貌する。本来の姿が気体（赤い雲）であり、低温を苦手としており、固形化と共に水分を吸収したことで苦痛を感じて凶暴化する。不死身の生命力を持ち、ミサイルやレーザーの直撃にもびくともしない。山間部で固形化して暴れ出し、ダムを破壊しようとしたところをジョーニアスに雨雲を散らされ、太陽光線を浴びて乾燥したことで元の気体に戻り、その状態でジョーニアスに宇宙へ連れて行かれる。
- 映画『大怪獣バトル ウルトラ銀河伝説 THE MOVIE』では、百体怪獣 ベリュドラの左腕を構成する怪獣の1体となっている[21]。ベリュドラの構成怪獣では唯一の『ザ☆ウルトラマン』およびアニメ作品出典の怪獣でもある。元々はザザーンであったが誤って2体配置されていたため、片方は似たデザインのレッドスモーギに変更された[22]。『ウルトラマン列伝』の第100話で行われたベリュドラの構成怪獣紹介でも取り上げられている。

## 地底怪獣 タフギラン
第5話「パッセージャー号地底突破!!」に登場。
山林の広範囲の樹木数千本を一晩で食いつくした四足の地底怪獣のオス。子供やメスとともに地底で生息し、空腹になると地上に出現する。体色は緑系。ヘンリーニシキ博士によるとアフリカにも同様の事件が起こっていたという。襟巻きのたてがみ状のトゲが武器で、前面の敵に向けて射出することもできる。タフギラスを助けに地上に出現し、夫婦でジョーニアスと戦うが、夫婦共々ジョーニアスに倒される。
- 怪獣原案は鯨井実が担当した[3][12]。原案ではタフギラスと同様に、ハリネズミをモチーフとしたトゲに覆われた形状であった[3][12]。

## 地底怪獣 タフギラス
第5話「パッセージャー号地底突破!!」に登場。
タフギランと同族のメス怪獣。タフギランよりも一回り体が小さい。ヒステリーを起こすと相手の体を鋭い爪で引き裂く。体色は茶系。地底戦車パッセージャー号で発見され、地上に出現する。子供2頭（タフギラコ）を育てていたが、同族で夫のオスのタフギランと共にジョーニアスにプラニウム光線で倒される。
- ニシキ博士によると、繁殖して世界中の樹木を食べ尽くす可能性があるという。
- 怪獣原案は鯨井実が担当した[3][12]。

## 地底子怪獣 タフギラコ
第5話「パッセージャー号地底突破!!」、第17話「ベータミーが消えた!!」に登場。
地底怪獣タフギラスとタフギランの子供怪獣で、角があるのが雄のタフギラオで、角がないのが、雌のタフギラコ。樹木が好物。親の後を追って地上に出現する。親が倒されたのを見て、仇のジョーニアスの両足に噛り付いて復讐を図るも、リトル光線で8メートルから犬程度の大きさに縮小され、ニシキ博士にアフリカの自宅で飼われることとなる。
ヒカリ隊員の「もし、成長して再び暴れたら」という問いにニシキは「ウルトラマンが来てくれる」と答えるが、第17話では完全に懐いている様子を見せる。
- 怪獣原案は鯨井実が担当した[3][12]。

## 溶岩怪獣 ファイヤバドン
第6話「燃える深海への挑戦」に登場。
マグマの中に生息する古代怪獣の生き残りで、数億年前から地球に生息していた事実が劇中の文献に記されている。海底火山から火山弾や津波と共に出現し、マッハ7で飛行する。空気中には5分程度しかいられず、エネルギー補給を目的に地中へ戻るため、当初は姿もろくに確認されなかったが、ムツミが記録に気づき、正体が判明した。口から放射する高熱火炎を武器とする。かなりの難敵だが、強化したマードックに海中で腹部に銛（もり）を打ち込まれ、そこへジョーニアスにエネルギーを通電されて倒される。

## 電子怪獣 コンビューゴン
第7話「攻撃指令 目標はピグ!!」に登場。
5年前に宇宙ステーションを襲い、コンピューターを食べたことで同化し、地球に落下し地底で眠っていた宇宙生物が、超新星の爆発の際に放出された惑星ジオラの異常電波を吸収して怪獣化。その危機は科学警備隊のロボットのピグだけが感知する。地底から市街地に出現し、ジョーニアスと激闘をする。敵の動きを予測する。軟体動物のような姿で頭部の上に1対の触手を持ち、その先端からの破壊光線と触手での閉め上げでジョーニアスを苦戦させるも、先の危険信号に反応して現場にいたピグからの「後ろが弱点」との指摘によりジョーニアスに背面から内部のコンピューターを破壊され、元の宇宙生物に戻り、宇宙へ戻される。
- 第7話は鯨井実が怪獣原案としてクレジットされているが、鯨井はコンビューゴンについて覚えがないと述べている[3][12]。

## ロボット101号
第7話「攻撃指令 目標はピグ!!」に登場。
地球防衛軍・極東ゾーン基地のロボット開発部が試作した最新型ロボット。前述のコンビューゴン復活の影響を受け、ピグが危険信号を発信し出したのと前後して科学警備隊にテストのため一時的に配属された。天才を自称し、難解な言い回しを多用する。ピグと異なり、見た目はスマートな人間型のロボットで優秀さを鼻にかけ、論理的な解析を優先し、地球防衛軍で最初の機体である旧型のピグに廃棄処分を暗に薦めたりと冷徹な面がある。事件の後にテストを終了し、極東基地日本アルプス監視所へ配属される。
- 声：永井一郎

## 宇宙忍者 バルタン星人
第8話「ヒカリ隊員の秘密が盗まれた!?」に登場。
地球侵略に邪魔なウルトラマンジョーニアス＝ヒカリ超一郎を倒すべく作戦を決行。人間に化ける能力を持つ。怪獣ミコノスを出現させ、誘き寄せたヒカリを変身させ、ジョーニアスと戦わせてその戦闘を撮影したフィルムをテレビ局に「ウルトラマンの秘密」を目玉にして売り込み、間接的にヒカリを洋館へ誘き寄せる。洋館の罠でヒカリを殺害しようとするが、罠のために奪った電力の行き先からその場所を科学警備隊に暴かれて計画は失敗、巨大化する。マッハ7の飛行能力や、巨大なハサミから発射するS電光（人間を停止させたり、物体を固定化したりする）や、ハサミによる締め付けなどを駆使し、ジョーニアスの活動限界を待つという戦略で苦しめるが、最後はプラニウム光線に敗れた。
声は、バルタン星人の声として定着している笑い声のSE（効果音）ではなく、等身大の時に台詞で「フォッフォッフォッ」と笑うが、巨大化時は「ホアーッ」といった異様な叫び声を発する。
実写版のバルタン星人と違い、かなり細身で足首もハサミ型になっているのが特徴である。
- 声：寺島幹夫

## モンスター怪獣 ミコノス
第8話「ヒカリ隊員の秘密が盗まれた!?」に登場。
バルタン星人の手により、アボット星から地球へ輸送されて来た怪獣。ジョーニアス＝ヒカリを罠にはめることを目的に、その戦いの一部始終を撮影するためだけに山中に出現。強い筋肉を全身に有し、怪力と両腕の爪、肘の角と巨躯を活用した圧しかかり攻撃でジョーニアスを苦戦させるも、プラニウム光線であえなく倒される。

## 頭脳怪獣 ドルフィーゴ
第9話「目覚めた古代生物の恐怖!!」に登場。
南太平洋のタマラ島の6千年前の遺跡の地底湖で眠っていた怪獣。その正体は1億2千年前に滅びた高い知能を持つ知的生命の怪獣種族の最後の生き残りである。遺跡において神のように祭られていたとおぼしき痕跡があり、遺跡発掘の際、調査団の3人にビームを浴びせて操り、遺跡発掘の妨害として、調査団のテントやタマラ島の発電所や船を目からのビームで破壊させる。ヒカリに遺跡の調査を止めさせるように操る3人を通じて要請するも、その3人の救出の際にダイナマイトを使われて怒り、遺跡から出現する。目から破壊光線を放つ。最後はジョーニアスに叩きつけられた先の遺跡もろとも地底へ沈み、その際にタマラ島自体も海へ沈んで消失する。
- 怪獣原案は鯨井実が担当した[12]。

## テレポート怪獣 ザローム
第10話「見えたぞ! まぼろしの怪獣が…」に登場。
ザローム砂漠で数年前に発見された4足の怪獣。手品ではなく、催眠術を応用した本当のテレポーテーションによってザローム砂漠から日本への瞬間移動を行っていたマジシャンのジョージ佐竹（声：久木念）と吸収合体したためにテレポート怪獣となる。日本では最初、幻影のような状態で出現し、しばらくしてから別の場所で実体化して、佐竹の自宅へ向かう。攻撃されると動きを止め、自らに催眠術をかけ、まったく別の場所に幻を発生させ、科学警備隊を翻弄する。ミクロ化したジョーニアスに神経を切られてテレポートを封じられ、その後、佐竹はウルトラバリヤーケースで分離される。ザローム自身は、ジョーニアスによってどこかへ運ばれていった。

## 液体怪獣
第11話「科学警備隊へのチャレンジ!!」に登場。
ヒマラヤ山脈地底の大洞窟に生息していた紫色の液体状の生命体。機械に憑依して自在に操る能力を持ち、後述のヘクトールやピグを操る。熱や炎を苦手とする。最後は科学警備隊とジョーニアスによって焼却される。
- 書籍『ウルトラマン大辞典』では別名を液状生命体と記述している[43]。書籍『円谷プロ全怪獣図鑑』では名称を液状生命体と記述している[8]。

### ブルドーザー兵器 ヘクトール
第11話「科学警備隊へのチャレンジ!!」に登場。
5年前に地球防衛軍において対怪獣兵器として優秀な技術者である大河原大介（声：内海賢二）が設計・開発を進言したが、当時は怪獣の脅威に防衛軍が本腰を入れていなかったため、防衛軍を退職した大河原が独力で完成させる。前部ブレードに取り付けられた攻撃掘削兼用ドリルと2本のショベルアームが特徴。頑強な特殊鋼で作られたボディーを持ち、コクピット両脇から上方に折れ曲がる1対の角を持つ。巨大なドリルと左右のシャベルで地中を掘り進むことも可能。また、怪獣を検知するセンサーを有し、その反応に従いヒマラヤの地底を掘り進んでゆく。

### 機械怪獣 ヘクトール
第11話「科学警備隊へのチャレンジ!!」に登場。
液体怪獣がブルドーザー・ヘクトール内部に侵入して機械怪獣化した姿。外観および能力は怪獣化前後で特に変化していない。山脈のふもとの市街地を破壊するが、操る液体怪獣が熱に弱い事実から、ジョーニアスとの戦闘中にスーパーマードックのジェット噴射で液体怪獣が追い出されたことで、活動を停止する。
- 怪獣原案は鯨井実が担当した[3][12]。
- 放映当時に発売された怪獣消しゴムでは、液体怪獣が付着している姿が再現されていた。

## 同居怪獣 オプト（チョウ、ジン、サン）
第12話「怪獣とピグだけの不思議な会話」に登場。
1つの殻に3頭の兄弟が同居している怪獣で、チョウは頭部に5本の角が生えている個体で800万度の高熱火炎を放射し、ジンは耳から1対の角が生えている個体で、溶解液を放射する。本来は兄弟とも温和だったが、海洋汚染により3頭のうち兄怪獣2体（チョウ、ジン）が凶暴化し、タンカーを襲って石油を飲むなど暴れた後、上陸する。怪獣語での交信を試みたピグにより、おとなしい弟怪獣（サン）と交信が成り立ち、兄弟の名前や兄から栄養をもらっているサンだけが凶暴化せずにいるといった境遇が明らかになり、サンはピグに対して兄たちを説得して海へ帰ることを約束するも、チョウ、ジンは説得に応じず、サンを殻から引きずり出すと街へ向かう。チョウ、ジンはジョーニアスに倒され、その怒りからサンも凶暴化し、兄のように角が生えてジョーニアスに襲いかかるが、身体が衰弱してそのまま絶命し、南極の海底に葬られる。
- 怪獣原案は鯨井実が担当した[3][12]。
- 怪獣の身長・体重の数値に関して、劇中ではピグが自身の目測から「身長：63メートル、体重：2万5千トン」としている[47]。

## 音波怪獣 ガラドラス
第13話「よみがえった湖の悲しい伝説」に登場。
日本の東北地方にある湖、龍神湖の底で眠っていた。口から発する超音波で生物を石化する。また、磯巾着のような形をした尻尾の先端からも熱線を放つ。当初の被害は魚の石化程度で済んでいたが騒音で凶暴化したらしく、ついに人間の石化の被害が出るに至る。マルメの祭りの太鼓の連打で活動を活発化した事実から、その件が明らかになるも、取材クルーのヘリのローター音で地上に姿を現す。マルメたちも石化されるが、最後はジョーニアスに倒され、石化された人々はジョーニアスによって元に戻される。
- 怪獣原案は鯨井実が担当した[3][12]。円口類のような口は、鯨井が『ミラーマン』で手掛けたブラックゴンと共通するものである[3][12]。

## 火焔怪獣 ゲロン
第14話「悪魔の星が来た!!」に登場。
冒頭で石油コンビナートに出現した麒麟に似た怪獣。謎の天体が放出する特殊な放射線の影響で凶暴化した。オイルが常食で、口から火炎を吐く。元々はおとなしい性格。
ヒカリ隊員が搭乗するバーディーで、急所の頭を攻撃され、動きを止めたところを、マードックのミサイルを胸に受け倒される。後に謎の天体の接近で出現したことが判明する。
- 書籍『ウルトラマン白書』では、『ウルトラマン』に登場したミイラ怪獣ドドンゴを思わせるデザインと紹介されている[54]。
- ジョーニアスと戦っている公式イラストも存在する。

## 火山怪獣 ガドン
第14話「悪魔の星が来た!!」に登場。
ゲロンの死後に謎の天体から放出した放射線の影響で黒雲山の火口から出現した怪獣のうちの1体である怪鳥。以前にも出現した記録があり、かつて資料を閲覧していたムツミ隊員により名前が判明する。足の爪が武器で、マッハ5で飛行する。謎の天体を破壊するために宇宙へ発進したマードックを襲撃する。ジョーニアスより一回り大きな巨体で襲いかかるが、火山の火口へ落とされて絶命する。

## 宇宙怪獣 ザイクロン
第14話「悪魔の星が来た!!」に登場。
地球に急接近した謎の天体を護る怪獣と思われたが、実は星自体が鉱物生命体であり、その身を護るためにエネルギーを集めて誕生させた存在である。2本の脚部で謎の天体を攻撃するミサイルを全て破壊し、牙で砕く。目からは破壊光線、口からは8億度の溶岩、全身からは700万ボルトの電流を放つ。飛来したジョーニアスをも窮地に追い込むが、太陽エネルギーを吸収して120メートルに巨大化したジョーニアスのウルトラボディスクリューで貫通され、そのまま謎の天体の発光体へ叩き込まれ、その穴にスーパーマードックからミサイルを撃ち込まれて倒される。
- 怪獣原案は鯨井実が担当した（ノンクレジット）[3][12]。

### 謎の天体
第14話「悪魔の星が来た!!」に登場。名称は、書籍によっては悪魔の星、小惑星生物と記述している。
少々歪な形状の謎の天体。地球に急接近し、地球と月の間を通過しようとする。その正体は巨大な小惑星型の鉱物生命体であり、発散する特殊な放射線が地球の爬虫類や怪獣を凶暴化させる性質を持っている。また、自在にエネルギーを集中して怪獣ザイクロンを生み出し、防御している。弱点は中心の発光体で、そこにザイクロンを叩き込まれてジョーニアスのウルトラボディスクリューとマードックのミサイルの集中攻撃を受け、破壊される。

## いん石獣 ゴグラン
第15話「君がウルトラマンだ」に登場。
過去に宇宙ステーションEGG3の隔壁を食べて破壊しようとした昆虫型の宇宙生物。卵が植物の種に似ており、地球に落ちてきた卵を種子と間違えられて品種改良のために放射線を照射され、その後に、EGG3で目撃された9センチ大から怪獣サイズの芋虫へ急成長する。口からの溶解液で筑波山（）植物研究所の職員や、マルメが搭乗するバーディーを溶かす。一度、自ら破壊したガスタンクの爆発に巻き込まれて死んだかと思われたが、脱皮して蛾のような成獣に変態して甦る。全体的に蛾に似ているが口は鳥のような嘴になっている。羽から鱗粉が混ざった突風を放ち、市街地を破壊する。マッハ8で飛行し、ビルをそれによって発生した衝撃波で破壊する。最後はプラニウム光線を受けて大爆発する。
- 次回予告では「いん石怪獣」という片書きでナレーションに呼ばれる。資料によってはこちらで記載している[出典 66]。
- 隕石獣[44]や隕石怪獣[8]と表記される資料も存在する。
- 怪獣原案は鯨井実が担当した[12]。

## 幼鳥 モア
第16話「生きていた幻の鳥」に登場。
海上を群れを組んで飛ぶ、カモメ程度の大きさの鳥。豪華客船サフラン丸に激突して絶命したところを保護されて存在が発覚する。太古の地球でニュージーランドで狩猟によって絶滅したジャイアントモア、あるいはモアの祖先のいずれかが、小型化、および退化していた羽や脚部の爪を再び進化させて、生き延びた末裔ではないかと思われ、翼の下にもう一対小さい退化した翼がある。
- 科学警備隊で照合のために様々な鳥類の画像が登場する中にキーウィの画像もあるが、キーウィも生物学上モアの仲間である。またジャイアントモアやモアは本来は地上凄の鳥類であり、その脚部は物を掴むことができる構造とはなっていない。

### 古代怪鳥 キングモア
第16話「生きていた幻の鳥」に登場。
サフラン丸に激突して絶命したモアが、ムツミの懇願で、船医に電気ショックの治療を受けた結果、ロック鳥程度の大きさから、ジャイアントモアのサイズを遥かに超える大きさに巨大怪獣化する。自分に優しく接したムツミを求めて船を襲い、女性を嘴でつまみ上げ、ムツミでないと知ると投げ捨てたりもしながら、ムツミをさらい、海上の小さな岩島に捕らえる。ただし悪意はなく、ムツミを襲う巨大なサメをひと蹴りで追い返す。空中での挙動はジョーニアスを上回り、苦戦させるが、最後にリトル光線で元のモアに戻される。

## こん虫獣 バダン
第17話「ベータミーが消えた!!」に登場。
ヘンリー・ニシキ博士が存在を予測した怪獣。巨大なトノサマバッタで無数のバッタと共に群れで突風を起こしながら飛び、消滅もせずに蛇行して移動する台風と誤認される。日本へ上陸した後は蛇行してエジプトに上陸し、突風による砂塵でピラミッドと日本から追跡してきたトベの乗るベータミーを埋める。昆虫としての3対の脚以外にも頭のすぐ後ろに短い鎌状の脚が1対あり、ジョーニアスとの戦闘などに使われる。また、目からビームを放つ。毒鱗粉を撒き散らすほか、敵の聴覚を背中の羽根を振動させて放つ金属音で奪う。ニシキ博士によると、決定打と言える弱点はないが、急激な温度変化（特に低温）に弱い点を突かれ、マードックから噴射されたエアコンの冷気を浴び、弱ったところをジョーニアスに倒される。
- 怪獣原案は鯨井実が担当した[3][12]。

## 岩礁怪獣 アイランダ
第18話「謎のモンスター島」に登場。
南浮子島の地下洞窟に生息し、数十万年の年月を経て巨大な姿を形成した怪獣。正体はタコのような頭足類とみられ、ウミヘビのような単体の怪獣に擬態した長い脚部で敵を威嚇し、襲いかかる。武器は脚部の先端から放つ火炎。本土の業者の地下資源開発を機に活動を開始し、暴れ始める。身体は事実上島の一部であり、本格的に活動を始めれば島自体が崩落する恐れがあるため、開発により開けられた穴からジョーニアスにより頭部へマードックの麻酔弾を投げ入れられ、再び眠りにつくが、その直後に海から数十メートル大の本体が出現し、ジョーニアスのプラニウム光線で倒される。
- 怪獣原案は鯨井実が担当した[3][12]。原案では本体上部の笠状の甲羅パーツはなかった[3][12]。また、露出した本体もタコの頭部のようなツルっとした形状に変更された[12]。

## 精神寄生体
第19話「これがウルトラの星だ!! 第1部」に登場。
バデル族がウルトラマインドを盗み出して作り出した生命体。爬虫類に好んで寄生して怪獣化させる。

### は虫怪獣 ゲラド
第19話「これがウルトラの星だ!! 第1部」に登場。
精神寄生体が地球のオオトカゲに憑依した怪獣。アフリカ大陸に出現し、3つの都市を壊滅に追いやった。口から高熱火炎を放射する。ジョーニアスに地面に叩きつけられながらも、何度も起き上がって襲いかかるが、プラニウム光線で倒される。だが、精神寄生体はその体から離脱する。
- 怪獣原案は鯨井実が担当した[3][12]。原案では、胸部に円形の中心に突起のあるディテールが複数存在していた[3][12]。

### は虫怪獣 ジャニュール
第19話「これがウルトラの星だ!! 第1部」に登場。
ゲラドの死体から抜け出た精神寄生体が蛇に乗り移った怪獣。容貌はキングコブラと似ている。ゲラドとの戦いで消耗したジョーニアスを撤退に追い込む。相手に巻き付いて電気ショックを与えて攻撃するが、ジョーニアスには効かず、投げ飛ばされる。その後の消息は不明。
- 怪獣原案は鯨井実が担当した[3][12]。原案では頭部、眼部、腹部が異なる[12]。

### は虫怪獣 ベドラン
第19話「これがウルトラの星だ!! 第1部」に登場。
古代恐竜の生き残りに精神寄生体が憑依。ステゴサウルスのような2列の板が並ぶ。武器は巨大な2本の角と口から放射する90万度の火炎。アメリカにて、衰弱していたウルトラマンジョーニアスと戦う。そしてついにジョーニアスは活動限界を超えて消滅する。ジャニュール同様、その後の消息は不明。

#### 『ウルトラマン怪獣大決戦』に登場するベドラン
映画『ウルトラマン怪獣大決戦』に登場。
ジョーニアスと湖畔で戦い、最後はプラニウム光線で倒される。
- 着ぐるみは『恐竜戦隊コセイドン』のスーパーザウルス・ラグーの改造[出典 84]。そのため、アニメ作品と異なり二足歩行の姿勢となっている。

### は虫怪獣 ジャニュールIII世
第21話「これがウルトラの星だ!! 第3部」に登場。
精神寄生体がキングコブラに乗り移って誕生した怪獣で、科学警備隊とアフリカで交戦する。3本の首を持つ。素早い動きで、短時間であれば背中の小さな翼で空を飛ぶことが可能。遥か彼方のU40でのウルトラ人の戦いで、バデル族からウルトラマインドを取り戻されたため弱体化し、マードックのビームで倒される。
- 書籍によっては、名称をジャニュール三世と記述している[44]。
- 資料によってはジョーニアスと対決する場面が掲載されているが[7][5]、実際に戦う場面はない。

## 凶悪星人 バデル族
第20話「これがウルトラの星だ!! 第2部」、第21話「これがウルトラの星だ!! 第3部」に登場。
爬虫類から進化した凶悪な種族。人間（U40のウルトラ人が宇宙全体に拡散して、残した子孫。地球人もその一つ）とはメンタリティ自体が異なり、その言語はU40の科学力をもってしても翻訳不可能であるため意思の疎通ができず、様々な兵器を用いて人間を襲い略奪を繰り返していた。バデルスターという人工天体（動波推進で移動し、数万隻の宇宙戦艦やコバルト爆弾などを擁する）を本拠地とし、宇宙各地で破壊活動を行っている。地球を精神寄生体で襲撃し、200万年ぶりにU40にバデルスターで総攻撃を行なう。バデルスター自体からU40へ重力波攻撃を行なったりもするが、ジョーニアスがバゴンと戦っている間にウルトラの戦士たちがウルトラマインドを奪還し、バデルスターも破壊されて全滅する。

## 暗黒怪獣 バゴン
第21話「これがウルトラの星だ!! 第3部」に登場。
バデル族がU40攻撃に投入した超巨大怪獣。口から放射する白色火炎を武器とする。ウルトラ人の間でも暗黒星雲の伝説の怪獣として知られ、その凶暴性から操ることも不可能とされたが、ウルトラマインドの力を用いて多くのバデル族が精神寄生体となって憑依することにより兵器として投入される。ジョーニアス相手に巨体を生かした攻撃を行なうも、大気圏外に運び去られた後に突入の摩擦熱で燃えながらなおも戦いを続けるが、ウルトラマインドが奪還されて弱体化したところをジョーニアスに倒される。
- 怪獣原案は鯨井実が担当した[12]。

## 異次元怪獣 ザーモス
第22話「南海の怪しい空間」に登場。
異次元から誤って落ちてきた子供の怪獣。海の沖で異次元に潜み、雲に似たバリアを張って潜んでおり、全身から磁力を放射するため、時折バリアーを解除した際、船が引き寄せられ、本人の望まない形で船舶の消失事件を引き起こしていた。異次元に潜んでいる時には人間と会話ができ、迷い込んだマルメに助けを求める。すでに被害が出ていることを鑑みたマルメは周囲に内緒でザーモスを帰すための次元コンパスを作るが、マルメの消失事件を怪しんだ科学警備隊にバリアを見つけられ、破壊されたため、怒って海から上陸する。その形態は巨大な顔に1対の脚部と後ろへ跳ね上がった尾を有している。怪力や200メートルの長い舌、口から吸い込んだ海水の噴出といった、身を護るための攻撃力しか有してはいないが、この世界に出現した影響か142メートルの巨体になり、ジョーニアスを苦戦させるが、戦闘で弱ったところをジョーニアスに担ぎ上げられて、マルメの次元コンパスで見つけた座標から異次元に返される。
- 声：緒方賢一
- 怪獣原案は鯨井実が担当した[12]。

## 高速怪獣 ザンバ
第23話「超音速の対決」に登場。
仲間を失い、アンデス山脈から日本へ飛来した、超音速で飛び回る怪獣。エイに似た姿を持ち、光る物体に反応し、鋼鉄のように鋭利な翼で切り裂く性質を有する。マッハ6から8の飛行速度を有し、改造を施した高速戦闘機からブースター付きミサイルを打ち込むことでようやく弱らせることに成功する。また2本の角をミサイルのように連射することができ、その角でジョーニアスを押さえつけるが、そこから逃れたジョーニアスのウルトラボディスクリューで体を貫かれた後、2連続のプラニウム光線で倒される。
- 怪獣原案は鯨井実が担当した[3][12]。モチーフはエイ[3][12]。原案では、サイズや翼に開いた穴の数が異なる[12]。

## アルファ・ケンタウリ第1惑星王女
第24話「ふたりのムツミ隊員」に登場。
アルファ・ケンタウリ第1惑星の王女。427か所の惑星を親善旅行のために回っていたが、アルファ・ケンタウリ第5惑星の暗殺者から逃れた後に、地球へと亡命した。本来は決まった姿を持たない流体状の不定形の液体生物で、あらゆる星の生命体に姿を変化できる特性を持つ。通常は訪れた惑星の住民の姿を借りて変身しており、王女の場合は偶然最初に出会ったムツミの姿に変身する。
- 声：島本須美
- 侍従の声：大久保正信
- 書籍『円谷プロ全怪獣図鑑』では、別名を超進化宇宙人と記載している[8]。

## アルファ・ケンタウリ第5惑星人
第24話「ふたりのムツミ隊員」に登場。書籍『ウルトラマン大辞典』では名称をアルファ・ケンタウリ第5惑星の暗殺者と記述している。
アルファ・ケンタウリ第1惑星王女の命を狙う敵対種族で宇宙戦争を好む悪党たち。宇宙船を宇宙竜 ドラゴドスに変形させてジョーニアスと戦うが、人質にした王女をジョーニアスに奪還され、ドラゴドスごとジョーニアスのプラニウム光線で倒される。

## 宇宙竜 ドラゴドス
第24話「ふたりのムツミ隊員」に登場。
小さな羽根を持つ長大な竜の姿をしたロボット竜。アルファ・ケンタウリ第1惑星の王女を狙うアルファ・ケンタウリ第5惑星人の暗殺者が搭乗する小型の戦闘円盤（宇宙艇）が竜巻のような挙動を起こし、変身する。相当な戦闘力を有する事実が王女の侍従から語られ、ジョーニアスを口から放射する120万度の高熱火炎と、長大な体での巻きつけで苦しめる。尾の先端には回転鋸が据え付けられ、身体を巻きつけてジョーニアスの首を切断しようとするが、マードックのレーザーで逆に基部から切断されて鋸が自身の頭部に突き刺さり、最後はジョーニアスのプラニウム光線によって倒される。
- 怪獣原案は鯨井実が担当した[出典 104]。
- 書籍『ウルトラマン白書』では、『ウルトラセブン』に登場した宇宙竜ナースをイメージしたデザインと紹介されている[54]。帯番組『ウルトラ怪獣大百科』のナレーションでは、ナースの後継機種として間接的に紹介されている[注釈 9]。
- 『週刊ウルトラマンオフィシャルデータファイル』[要文献特定詳細情報]の記載では、「ドラゴドス自身の意思で動いているのか、誰かが操縦しているのかどうかは不明」と記載されていた。

## 毒花怪獣 デスバラン
第25話「悪魔の花園」に登場。
巨大な食虫植物として伝説に残る太古の花「デスフラワー」を腹部に生やした、緑色の恐竜型の怪獣。アフリカ砂漠の地下の古代遺跡に潜伏しており、神経を麻痺させる毒花粉を地上に露出させたデスフラワーから放出して風に乗せ、それによって生じた幻覚で男性たちを古代遺跡へ集めて腹部の花弁で捕食する。また、毒花粉は人体に入ると血液を緑色に変える性質も持つ。毒花粉の被害に遭いながらも砂漠をさまよっていた男性が科学警備隊に発見されたうえ、その際にヒカリも半ば巻き添えとなった状態で古代遺跡へ誘い込まれたことから、科学警備隊に踏み込まれて火炎放射器で燃やされそうになり、正体を現す。体から伸びる蔦でジョーニアスを拘束するなど苦戦させるが、縮小化からの再度巨大化で脱出され、プラニウム光線で倒される。なお、毒花粉が女性に効かない理由は明かされなかった。
- 怪獣原案は鯨井実が担当した[3][12]。原案では、頭部の毛髪や体表のディテールがアニメでは簡略化された[3][12]。

## 凶悪怪獣 ギバルーガ
第26話「地球最大の危機!!」に登場。
極東ゾーン・ポイント3261の湖底にある巨大空洞に生息し、世界各地に地震などの天変地異を引き起こし、湖の水の噴出パターンで交信する怪獣。自ら「地球の脳」を名乗り、人類に24時間以内の退去を命じる。知能が高く、科学警備隊がマードックで湖底の裂け目の居場所に踏み込んだときには、日本語を話している。脳細胞から形成されたため、外見は巨大な脳細胞の塊で、神経らしき根を地球全体に張り巡らせ、養分を吸収するが、根をマルメが独断で切断すると、ヒトデのような正体を現し、地表へ出現する。背面はウルトラマンジョーニアスのプラニウム光線を凌ぐ強靭さを持つ。全身からジョーニアスを持ち上げる重力波を放射し、最後まで自分は地球だと叫んで抵抗するが、プラニウム光線で倒される。科学警備隊の初代隊長・アキヤマが最後に戦った怪獣でもある。
- 声：飯塚昭三
- 資料によっては名称をギルバーガと記述している[77][6]。
- 怪獣原案は鯨井実が担当した[3][12]。原案では二つの眼が描かれていなかった[3][12]。

## 宇宙悪魔 バラドン星人
第27話「怪獣島浮上!!」に登場。
「悪魔の侵略者」として恐れられる、全身緑色でビリケン頭、瞳のない赤い目の姑息な性質の小人宇宙人。周囲を岩石で固めて小惑星に偽装した円盤に搭乗し、U40を襲撃するものの旗色が悪くなり、ジョーニアスのいる地球へワープする。怪獣墓場から怪獣軍団を復活させての地球侵略をジョーニアスに阻止されると、小惑星に偽装した基地から母船のみで大気圏外へ脱出し、追撃してきたジョーニアスとバラドン星人を追って地球圏へ飛来したエレク、ロト、ウルトラ5大戦士によるビームの斉射で母船を破壊され、壊滅する。
- 声：飯塚昭三、千葉繁
- 怪獣原案は鯨井実が担当した[12]。

## どくろ怪獣 レッドキング
第27話「怪獣島浮上!!」に登場。
怪獣墓場で永眠していたが、バラドン星人にアーストロン、ゴキネズラ、バニラ、ゴーストロン、アボラスと共に蘇生させられたうえで怪獣島に収容され、地球へ送り込まれる。武器は口から吐く赤い怪光線と極限まで発達した両腕。怪獣島に侵入した科学警備隊への奥の手として出現し、その攻撃のついでにゴーストロンを怪光線で倒す。ウルトラマンジョーニアスとの戦いでは格闘戦で苦戦させるが、最後はブーメランギロチンで真っ二つにされる。
- これ以前にも、企画当初は第1話でレッドキングを4体登場させる予定があったが、結局は新怪獣のシーグラにその出番を譲っている[82]。

## 青色発泡怪獣 アボラス
第27話「怪獣島浮上!!」に登場。
怪獣墓場で眠っていた個体が、バラドン星人によってアーストロン、ゴーストロン、ゴキネズラ、レッドキング、バニラと共に蘇生させられたうえで怪獣島に収容され、地球へ送られた。
武器は『ウルトラマン』の登場個体と同一であるが、外見には緑色の体色や肩に生えている長く鋭い角といった相違が見られる。バニラと激しく戦ううちにゴキネズラとも戦い、最終的にはその3体でレッドキングと戦闘中のジョーニアスを襲撃するが、3体とも倒される。
- 資料によっては「バニラと同士討ちの末に共倒れになった」旨が説明されている[出典 120]が、上記のようにこれは誤りである。

## 赤色火焔怪獣 バニラ
第27話「怪獣島浮上!!」に登場。
怪獣墓場で眠っていたが、バラドン星人によってアーストロン、ゴーストロン、レッドキング、ゴキネズラ、アボラスと共に蘇生させられたうえ、怪獣島に収容されて地球へ送り込まれる。
武器は原典と同様に口から放射する火炎で、原典では幅広かった腕が本作品ではムササビの皮膜のように薄くなっている。アボラスと戦っているうちにゴキネズラとも戦う羽目になり、その3体でレッドキングと戦闘中のウルトラマンジョーニアスを襲撃するが、あえなく3体とも倒される。
- 資料によっては、「アボラスと同士討ちの末に共倒れになった」とする旨の記述がされている[86][69]。

## 凶暴怪獣 アーストロン
第27話「怪獣島浮上!!」に登場。
怪獣墓場から甦り、ゴーストロンやレッドキングらと共に出現してゴキネズラと戦うが、ゴーストロンに腕を齧られる。その後、単体で科学警備隊を攻撃し、最後はマルメ隊員のグレネード・ガンディで倒される。口からマグマ光線を吐く。
- デザインは目の周囲に隈、首から背中にかけて斑がそれぞれあるなど、『帰ってきたウルトラマン』の登場個体とは大きく異なる。また、一部書籍では『帰ってきたウルトラマン』の登場個体と同一なのかは不明とされている[55][80]。

## 爆弾怪獣 ゴーストロン
第27話「怪獣島浮上!!」に登場。
怪獣墓場で眠っていた個体がバラドン星人に蘇生させられ、アーストロン、レッドキング、ゴキネズラ、アボラス、バニラと共に怪獣島に収容されて地球へ送りこまれる。口から輪のようなマグマ光線（高熱光線）を吐き、背びれからは電磁波を放射する。アーストロンと共に出現するが、ゴキネズラとの乱戦中にアーストロンの腕を齧り、レッドキングの光線で倒される。
- デザインはアーストロンと同様の点で『帰ってきたウルトラマン』の登場個体とは大きく異なるうえ、こちらは体色も金系ではなく赤系となっている[87]。

## プラスチック怪獣 ゴキネズラ
第27話「怪獣島浮上!!」に登場。
全身の皮膚は鋼鉄のように硬く、岩石をも溶かす霧状の液体を口から放射する。尻尾の先端は『帰ってきたウルトラマン』の登場個体と異なり、モーニングスター状となっている。
怪獣墓場で眠っていたところを、バラドン星人によってレッドキング、アーストロン、ゴーストロン、アボラス、バニラと共に蘇生させられ、怪獣島内部に収容されたまま地球へ送り込まれる。しかし、怪獣同士が戦うことからバラドン星人には戦力にならないと難色を示され、特にゴキネズラはすべての怪獣と戦ったうえ、レッドキングには返り討ちに遭う。その後、レッドキングと戦闘中のウルトラマンジョーニアスにバニラやアボラスと共に襲いかかるが、3体ともあえなく倒される。

## 合体怪獣 ダバラン
第28話「新キャップが来た!!」に登場。
象怪獣と翼竜怪獣が合体した宇宙怪獣。防衛軍の総攻撃を凌ぐ頑強な体を持つ。武器は眼から放射する破壊光線。3本の足による踏みつけ攻撃も強力。また合体後も状況に応じて象怪獣と翼竜怪獣に分離することも可能である。ウルトラマンジョーニアスの攻撃に耐え切れず空に逃げようとしたところを、プラニウム光線の直撃を受けて爆死する。

### 象怪獣
第28話「新キャップが来た!!」に登場。
突如、臨海工業地帯に出現した地球の象に酷似した宇宙怪獣。長い鼻と牙を振るい破壊の限りを尽くすが、低温に弱く、科学警備隊に氷詰めにされる。ヒカリたちは基地に運ぼうとするが、新キャップとして赴任したゴンドウの「生死のはっきりしない怪獣を基地に入れるなど危険すぎる」との判断により、山中に遺棄される。生命活動を停止したように見えたが、翌日に復活。科学警備隊は翼竜怪獣と戦わせようとするが、2体の怪獣は合体して合体怪獣ダバランになる。
- 名称は、書籍『ウルトラマン白書 第2版』ではダバラン（合体前・象怪獣）[89]、書籍『円谷プロ全怪獣図鑑』以降の資料では名称を象怪獣 ファンダスとしている[出典 135]。

### 翼竜怪獣
第28話「新キャップが来た!!」に登場。
氷詰めにされた象怪獣が蘇ると同時に出現した、翼竜に似た怪獣。先に地球に来ていた象怪獣と合体して、合体怪獣ダバランになる。
- 名称は、書籍『ウルトラマン白書 第2版』では翼竜[4]およびダバラン（合体前・翼竜）[89]、書籍『円谷プロ全怪獣図鑑』以降の資料では翼竜怪獣 クワァイラスとしている[出典 138]。

## 侵略星人 ジャダン
第29話「悪魔のUFO大襲来」に登場。書籍『ウルトラマン大辞典』では名称をジャダン星人と記述している。
宇宙の果てにあるジャダン星からやって来た侵略宇宙人。ボアという司令官に率いられ、多数の戦闘円盤キルで地球に襲来する。地球侵略の手始めとして極東ゾーン基地に2人の工作員を潜り込ませて、基地の防衛システムを破壊。母艦である数百メートルの超巨大円盤で東京を、工作員が合体変身した双頭怪獣ジャゴンで大阪を同時に攻撃し、ウルトラマンジョーニアスを消耗させようとする。狙いどおりジョーニアスは2か所の往来でエネルギーを消耗させるが、ジョーニアスが宇宙でエネルギーを補給し、さらにU40からエレクとロトが駆けつけて来たことで形勢が逆転。ジャゴンと共に地球から逃げ出すが、ウルトラマンたちに追いつかれ、巨大円盤は3人のウルトラマンの攻撃を受けて爆発四散する。
- ボアの声：飯塚昭三
- 宇宙船の操縦士の声：西川幾雄

### 双頭怪獣 ジャゴン
第29話「悪魔のUFO大襲来」に登場。
極東ゾーン基地に潜入した2人のジャダン星人の工作員αとβが合体して誕生する双頭の怪獣。マッハ4のスピードで空を飛び、大阪に飛来して衝撃波で物体を破壊する。戦力を分断させる作戦と2つの口から放射する生物のように動く火炎と長い尾による攻撃でジョーニアスを苦しめるが、U40からエレクとロトがジョーニアスを助けに来たため、巨大円盤に収容されて地球から逃走。最後は巨大円盤ごと爆死する。
- 声：佐藤由美子、松田重治
- 怪獣原案は鯨井実が担当した[12]。原案では翼の形状や頭部の角が異なる[12]。

## 骨怪獣 スケルドン
第30話「動きだした巨大化石」に登場。
奥多摩の山岳道路の土砂崩れ現場の6億年前の地層から発見された骨が自力で合体した、恐竜の骨の姿をした怪獣。当初は普通の化石と思われ博物館に収容され、夜中に突然動き出し、口から吐く黄色い毒ガスで多大な被害を出し、町を火の海にする。粉砕されてもすぐに元に戻り、鋭い肋骨をブーメランのように飛ばして攻撃する。それ以外のパーツも分離・合体が自在であり、バラバラになって下水道などの狭いところに潜伏したり、敵の攻撃を回避したりできる。また、火の玉のような姿になっての飛行も可能。発見された地層の年代は恐竜時代より遥か以前のものであるうえ、スケルドンは骨の形の生物であり、中枢部の存在も推測される。その後のジョーニアスとの戦いでは分離能力を活かしてプラニウム光線など様々な攻撃をかわすが、ウルトラストッパーで動きを止められ、ウルトラアイで首の骨に中枢部があることを発見され、プラニウム光線のBタイプとAタイプの連続攻撃で爆破される。なお、地中で6億年間も眠るなどの常識を超えた点があることから宇宙怪獣ではないかとも推測されたが、詳細は不明であった。

## 宇宙星獣 ガルバドス
第31話「ウルトラの女戦士」に登場。
バデル族が製造した巻貝に似た合成獣。宇宙各地に存在しており、ウルトラ人を襲撃するようにプログラミングされているため、地球に来たアミアをねらって出現する。貝殻をドリルのように回転させて地底に潜むこともできる。主に空中を浮遊しており、口の上の穴から放射する2万度の高熱火炎が武器で触手で敵を絡める。アミアを助けたためにエネルギーを消耗していたジョーニアスを苦しめるが、最後は変身したアミアのアミアッシャーとジョーニアスのプラニウム光線を受けて爆死する。
- 次回予告では合成怪獣とも呼ばれた。
- 怪獣原案は鯨井実が担当した[12]。

## 暗黒星人 バビラー
第32話「宇宙からの物体X」に登場。
カラス天狗に似た、翼を有する侵略宇宙人。ロボット怪獣メガザウラを細かい部品に分けて、大気圏内に運び込んだが、ニシキ博士が最後の部品（パーツナンバー13・感情回路）を拾ったため、ニシキ博士をつけ狙う。ニシキ博士から部品を奪い返してメガザウラを完成させて、侵略活動を開始する。完成後はメガザウラに搭乗していたためジョーニアスにメガザウラごと倒される。
- 声：大竹宏、千葉繁
- エンディングクレジットの表記ではバビラー星人。書籍『ウルトラマン大辞典』ではこちらに準拠している[32]。

## ロボ怪獣 メガザウラ
第32話「宇宙からの物体X」に登場。
宇宙人バビラーによって建造された地球侵略用のロボット怪獣兵器。細かい部品に分割されて大気圏内へ運び込まれるが、偶然ニシキ博士の手に渡った感情回路が足りぬまま、不完全な状態で組み上げられ、その後にバビラーが奪還した感情回路が組み入れられて完成体となる。怪獣というより、飛行要塞の趣があり、頭部に見える部分は3連装の巨大砲でジョーニアスのプラニウム光線と対等の破壊力があるとされる。また、ボディーからメカの機能を狂わせる稲妻のようなフラッシュ光を放射する。感情回路の構成がピグと似ているため、ピグを参考にへそのような部分が弱点であることをニシキ博士に看破され、バーディーの攻撃を受けた後、ジョーニアスにもその部分を攻撃されて倒される。
- 怪獣原案は鯨井実が担当した[12]。

## 集結怪獣 ガミバ
第33話「GO!! マグマの決死圏」に登場。
マロイ島の地底で岩を食べて、強烈な地殻変動を日本列島に引き起こしていた緑色の怪獣。通常は体長50センチメートル程度のヒトデ状の軟体生物であるが、同様の形態のまま複数の個体が合体して数メートル程度の個体となる。地底でパッセージャー2号のミサイルを食らって、それまでと異なる巨大に融合合体し、1対の腕を持つ怪獣へ変貌する。ジョーニアスに地底から引きずり出されるが、小生物の時から持っていた飛行能力で空中戦を行い、口から放射する腐食液を武器に、口を大きく開いてジョーニアスを捕食しようとしたところにプラニウム光線を叩き込まれて絶命する。
- 怪獣原案は鯨井実が担当した[3][12]。原案では脚を持たずに腕のみで地を這うようなイメージであった[12]。

## 宇宙海賊 インベド人
第34話「盗まれた怪獣収容星（前編）」、第35話「盗まれた怪獣収容星（後編）」に登場。
U40で建造された怪獣収容星プリズンを強奪し、僅か10時間足らずで地球圏へ移送し、囚われた怪獣で地球を襲撃する宇宙人。エイに似た宇宙船群で怪獣を輸送して地球へ運び込む。ウルトラ人の宇宙船を襲撃するがジョーニアス、エレク、ロトの連係プレイで仲間の宇宙船が破壊され、最後の宇宙船もジョーニアスたちのプラニウム光線、エレクリウムビーム、ロトラリア光線のトリプル光線で破壊され、宇宙海賊は壊滅する。
- 劇中では直接対峙することはないが、ジョーニアスと写るスチール写真も存在する。

## 宇宙怪獣 デスパワー
第34話「盗まれた怪獣収容星（前編）」に登場。
怪獣収容星内部にいた、ピンク色の全身筋肉質の大きく腕が発達した怪獣。第34話冒頭に登場するが、地球侵略には使われない。
他に収容星の怪獣で姿と名称が確認されている怪獣にグロル（身長：95メートル、体重：8万トン）と地球の昆虫に酷似したズーマ（身長：120メートル、体重：9万9千トン）が存在している。また、名前は呼ばれないが、収容星表面で光子レーザー砲で退治された怪獣（身長：88メートル、体重：7万4千トン）と、ジョーニアスに倒された怪獣（身長：98メートル、体重：8万6千トン）も存在している。
- 書籍『円谷プロ全怪獣図鑑』以降の資料では、2体の名称を宇宙怪獣 プトゴリアと宇宙怪獣 イドヅノスとしている[出典 163]。
- 怪獣原案は渡部昌彦が担当した（ノンクレジット）[3][12]。

## 宇宙怪獣 ゴードリアン
第34話「盗まれた怪獣収容星（前編）」に登場。
怪獣収容星プリズンから解き放たれた、コウモリに似た怪獣。宇宙空間でマードックと交戦した後に、自力で地球へ侵入し、市街地を破壊する。マッハ6で飛行し、飛行時の衝撃で一瞬にしてビル街を崩壊させる。また、口から吐く炎と翼から放つ真空斬り攻撃が武器で、ジョーニアスを苦しめるが倒される。

## 宇宙怪獣 プラズーン
第34話「盗まれた怪獣収容星（前編）」、第35話「盗まれた怪獣収容星（後編）」に登場。
額の巨大な単眼と4つの目が特徴の怪獣、収容星表面に放たれた際に、収容星に来た科学警備隊のステーションホークN3に襲いかかり、飛行不能にする。武器は電磁波で、全身から、または単眼から放射する。地球の都市部へ送り込まれてジョーニアスと交戦した際には、電磁波光線を4つの目からも放つ。怪獣収容星プリズンの起爆装置で、宇宙の塵となる。
- 怪獣原案は渡部昌彦が担当した（ノンクレジット）[3][12]。

## 宇宙怪獣 アグジョン
第34話「盗まれた怪獣収容星（前編）」、第35話「盗まれた怪獣収容星（後編）」に登場。
首部分に瘤がある怪獣で、収容星表面にグロテングやプラズーンとともに放たれるが、ジナリオと組み合う。科学警備隊のステーションホークN3に装備されていた光子レーザーで倒される。また別個体がジナリオ、グロテングと共に2度目の都市破壊に送り込まれるが、2体の巻き添えとなりエレクとロトに倒される。
- 怪獣原案は渡部昌彦が担当した（ノンクレジット）[3][12]。

## 宇宙怪獣 ジナリオ
第34話「盗まれた怪獣収容星（前編）」、第35話「盗まれた怪獣収容星（後編）」に登場。
火を吐く薄緑色の怪獣。腹部の3本の小さい角が特徴。格闘戦に優れ、全身が筋肉の塊で、宇宙でも5本の指に入るほどの怪力を持つ。収容星表面で、アグジョンと組み合ったりするが、その後プラズーン、グロテングとともに地球へ送り込まれ、ジョーニアスと交戦する。2度目の都市破壊にも送り込まれるが、グロテング、アグジョン（2体目）と共にエレク、ロトに倒される。
- 怪獣原案は渡部昌彦が担当した（ノンクレジット）[3][12]。

## 宇宙怪獣 グロテング
第34話「盗まれた怪獣収容星（前編）」、第35話「盗まれた怪獣収容星（後編）」に登場。
長い鼻部分が特徴的な怪獣。容姿は天狗に似ている。鼻から風速5千メートルの突風を放つ。収容星表面では特に目立たないが、地球へ送り込まれてからは鼻からの光線を放ち、ゴードリアンとの戦いで衰弱していたジョーニアスを追い詰める。2度目の都市破壊の際にジナリオ、アグジョンと共に破壊活動を行うが、まとめてジナリオと共に宙に投げられ、アグジョンを下敷きにしたまま、エレクとロトの光線を受けて爆死する。

## 白鳥座82番星人 ノア
第36話「宇宙から来た雪女」に登場。
地球人に酷似した姿で、温厚な性格の知性に溢れた宇宙人。ダランチュラスに父の宇宙エネルギー開発局所長・ユンク博士（声：小野丈夫）を殺害され、博士が息を引き取る直前にダランチュラスを倒すスーパーマグマカプセルを託され、ジョーニアスを探しに地球を訪れるが、雪女と誤認される。狼のような生物を連れている。地球上では長く生きられず、余命いくばくもない様子であったが、ヒカリにスーパーマグマカプセルを託し、ダランチュラスの死後、宇宙船で飛び去る。
- 声：岡本茉利

## 氷結怪獣 ダランチュラス
第36話「宇宙から来た雪女」に登場。
巨大な翼を有する毒蜘蛛怪獣。口から冷凍光線を放射する。白鳥座82番星人ノアを追って地球に飛来し、山中の谷間に潜伏。日本全体を体から出す冷気で包み、目から出す冷凍光線で、日本の南アルプスへ向かう救助隊を、スノービハイクルごと氷漬けにし、殺害する。正体は82番星での実験で実験用に飼っていたクモ「ダランチュラス」が放射線「フリーザーG」を浴びて怪獣化したものである。ジョーニアスを凍結して体力を消耗させるが、スーパーマグマカプセルを体内に吸収したジョーニアスのプラニウム光線を受けて炎上し、スーパーマグマカプセルを当てられて倒される。
- 怪獣原案は鯨井実が担当した[3][12]。アニメでは各部のエッジが簡略化された[3][12]。

## ヘラー
第37話「ウルトラの星U40の危機!! ウルトリアの謎?」から第50話「ウルトラの星へ!! 完結編 平和への勝利」に登場。

## ロイガー
第37話「ウルトラの星U40の危機!! ウルトリアの謎?」から第48話「ウルトラの星へ!! 第2部 前線基地撃滅」に登場。

## ヘラー軍兵士
第37話「ウルトラの星U40の危機!! ウルトリアの謎?」から第50話「ウルトラの星へ!! 完結編 平和への勝利」（第44・45話以外）に登場。
ヘラー軍団の一般兵士。ジョーニアスたちと同じウルトラ人だがヘラーに忠誠を誓い、変身能力を捨てている。全身を鎧で固め、素顔も角の生えた兜で隠している。一般兵は基本的にグレー色の簡素な鎧の兵士が多いが、指揮官は赤い色が入っており、襟が付いている。専用の光線銃を所持しているほか、格闘戦を得意とする。
- この他に第47話では、宇宙艦隊を率いるヘラー軍地球攻撃司令官（声：水鳥鉄夫）が登場し、宇宙船に潜入したヒカリとアミアを拘束した兵士にヒカリを冷凍保存にするように命令するが、ヒカリがジョーニアスに変身したためにアミアを奪還され、ジョーニアスとウルトリアの攻撃により艦隊が爆発、炎に包まれ絶叫しながら死亡する。
- 声：千葉繁、稲葉実、山口健、広瀬正志、屋良有作、品川徹、小関一、扇谷敏、植田敏正。

## カプセル怪獣 グモンス
第37話「ウルトラの星U40の危機!! ウルトリアの謎?」、第38話「ウルトラ大戦争!! 巨大戦闘艦ウルトリア出撃」に登場。
地球圏に来たヘラー艦隊が連れてきた戦闘用の怪獣。蜘蛛に似た顔が特徴。口から糸を引くような火炎を放射する。
古代のU40人の遺産「ウルトリア」の捜索に来たアミアの飛行艇が南極へ向かっていることを知ったロイガーにより、先回りする形で静止軌道上からカプセルに乗せて投下され、南極基地を破壊する。ジョーニアスとの戦闘中に巨大戦闘艦ウルトリアが地底から出現し、アミアによってその半陽子ビームで貫かれて、絶命する。

## 巨大怪猫 ヘルキャット
第39話「ねらわれた巨大戦闘艦ウルトリア」に登場。
ヘラー軍団の刺客怪獣。数年前に消息を絶った宇宙ステーション・EGG3で唯一生存していた子猫に化けていた。人間の生命力を鋭い牙を吸収して、死体をミイラ化させる。戦力は尻尾の先端に生えた数本のとげ。ウルトリア内部でライオン程度に巨大化し、鋭い爪と牙で等身大のジョーニアスとウルトリア内部の閉鎖された部屋で戦い、ジョーニアスのエネルギーも吸収しようとする。しかしピグとウルックが爆弾で外壁を破壊した際にジョーニアスと共に宇宙へ放りだされ、88メートルに巨大化するも、ウルトリアの反陽子砲と巨大化したジョーニアスのプラニウム光線を同時に受けて倒される。

## オペルニクス星人 フェデリコ
第40話「怪獣を連れた少年」に登場。
緑色の宇宙服を着た、オペルニクス星人の少年。悪を憎む感情が強く、ヘラー軍団に地球人が故郷を滅ぼすと騙されて、地球の都市をオロラーンに破壊させる。戦闘で怪我を負い、ムツミに介抱されたことで人間に少しずつ心を開いていくが、オロラーンがヘラー軍団のロイガーに改造されて凶暴化し、ヒカリにオロラーンの弱点を伝えて、息を引き取る。遺体はウルトリアから宇宙葬で弔われる。
- 声：栗葉子
- 書籍『円谷プロ全怪獣図鑑』では、別名を平和宇宙人と記載している[8]。

## ペット怪獣 オロラーン
第40話「怪獣を連れた少年」に登場。
オペルニクス星人フェデリコのペットで、フェデリコの命令にのみ従う。口から冷凍光線を放射する。柔軟な体を持ち、体を丸めて円盤形態（球体）に変形し飛行する。ピンク色の怪獣形態になってからは、首や胴体を伸び縮みさせて絡みつかせたりする。ヘラー軍団の宇宙船に連れ去られる。

### 改造オロラーン
第40話「怪獣を連れた少年」に登場。
ヘラー軍団によって強化改造されて後頭部に機械が埋め込まれ凶暴化し、フェデリコの命令には従わなくなる。ロイガーによれば、機械を外せば細胞分裂を起こして死亡するらしい。外見も大きく変化し1対の長大な牙と鋭い爪が生え、背びれを有し、長くて太い尻尾にも鋭い棘が付いている。また体色もオレンジ色から濃い褐色に変化し、反面、柔軟さがなくなり、体の伸縮や円盤形態への変形を行わず、地球へも宇宙船で運ばれてくる。冷凍光線も強化されている。フェデリコの遺言により、弱点の後足の裏にプラニウム光線を撃ち込まれて消滅する。

## 宇宙兵士 ギロ星人
第41話「激突!! ウルトラマン対ウルトラマン」に登場。
地獄の星と呼ばれるほど荒れ果てた惑星ギロに住む宇宙人。ヘラー軍団の支援を受け、新天地を求めて地球侵略を実行する。日本アルプスの地底から東京の真下までに大通路を完成させ、ヘラーに対して、地球侵略の報酬として地球の3分の1を要求する。にせウルトラマンジョーニアスとギロスが倒された後に宇宙船でジョーニアスに襲いかかるが、ウルトリアのビーム砲で円盤ごと爆破された。
- 声：田中康郎、千葉繁

## にせウルトラマンジョーニアス
第41話「激突!! ウルトラマン対ウルトラマン」に登場。
山間部に出現したギロスと自演の戦いを行う偽者のウルトラマン。その正体はギロ星人が製作した高性能ロボットである。本物のジョーニアスとの違いは野太い声だけで、見た目に差異はない。本物のジョーニアスと同様にプラニウム光線を必殺技とするほか、本物のジョーニアスには見られない、腕を前に合わせた構えから放つビームを主に使うが、プラニウムX光線も放つことができる。都市部に現れたギロスを追い払った後、ウルトリアに格闘で挑みかかり、現れた本物のジョーニアスと戦うも、双方のプラニウム光線の力押しの末、敗北する。
- 前述の通り外見的な差異はないが、本物のジョーニアスのプラニウム光線を受けた際に青いカラーリングとなる[104]。
- 正式な名称はウルトラマンX[105][104]。書籍『円谷プロ全怪獣図鑑』では別名として記述している[8]。
- 一部関連書籍では、名称を偽ウルトラマンJ[6]、ニセウルトラマンジョーニアス[102]、ニセウルトラマンJ[4][5]、にせウルトラマンジョーニアス[8][63]と記述している。

## 回転怪獣 ギロス
第41話「激突!! ウルトラマン対ウルトラマン」に登場。
山間部に出現した、頭にT字型の角を生やす熊のような宇宙怪獣。上半身から鋭いカッターを露出して、高速回転し、竜巻を起こしたり、その切断力で直に岩や建造物を崩すことができる。ギロ星人により掘削された地中トンネルから都市部へ出現し、ビルを次々と破壊し、都市部を壊滅状態に追い込み、ウルトリアの光子レーザーも高速回転で跳ね返す。にせウルトラマンジョーニアスを倒したジョーニアスに襲いかかる。奥の手として口から吐く火炎熱線と全身から放射する5万ボルトの高圧電流を習得しているが、いずれもジョーニアスには通じず、倒される。

## 宇宙ハンター ハタリ
第42話「ウルトラマン生けどり作戦」に登場。
宇宙の隅々で様々な惑星に生息する生物（動物や怪獣）をハンティングして動物園へ売る名をはせた宇宙ハンター。また宇宙戦艦の船長でもある。ロイガーに唆されて、ウルトラマンを捕らえに現れる。名をはせたといっても老人であり、若いムツミに熱を上げる。ジョーニアスを捕らえるものの、ヘラー軍兵士に射殺されそうになり、ロイガーに騙されていたことを知り、ジョーニアスを逃がす。戦艦を失うも自らは小型艇で地球を去る。
- 声：相模太郎

### 大型戦艦
宇宙ハンターハタリが乗ってきた数百メートルの旧式宇宙戦艦。光速で宇宙空間を航行し、海上や空中でも活動可能。赤道付近を航行している際に移動する巨大な島と誤認される。ウルトラマン捕獲のために改装を行い、新たな乗員を雇うが、彼らはヘラー軍兵士の変装であった。ウルトリアと砲撃戦を行い、その砲塔を破壊し、ジョーニアスを拘束具とマジックハンドで捕らえるも、ヘラー軍兵士の裏切りのため、ハタリに解放されたジョーニアスに兵士もろとも沈められる。

## ドストニー

### ドストニー1号
第43話「怪獣になったモンキ!?」に登場。
ヘラー軍の手による物質電送装置で土星の衛星タイタンから地球へ送り込まれた、昆虫や節足動物に似た怪獣。両手の鋭い爪と頭部に生えた長い角、尻尾が武器。電送機受信側にいた小猿のモンキと融合する。
- 書籍などではドストニーAと表記されることもある[出典 213]。

### ドストニー2号
第43話「怪獣になったモンキ!?」に登場。
ドストニー1号を回収して本来の形状に再合体するために送り込まれた怪獣。1号に似た昆虫のような体に、恐竜のような脚部と機械のような頭部、両腕に長い鉤爪を有し、モンキ・ドストニーと戦うも発信元のヘラー軍団基地（土星の衛星タイターン）に戻され、ドストニー1号と融合してネオドストニーになる。
- 書籍などではドストニーBと表記されることもある[出典 215]。
- 怪獣原案は山口修が担当した[12]。

### モンキ・ドストニー
第43話「怪獣になったモンキ!?」に登場。
ヘラー軍の物質電送装置の事故でモンキとドストニー1号が合体した怪獣。しばしば悲しそうな表情を浮かべる。性質および意思はモンキそのものであり、ピグを助けるためにドストニー2号と戦うも、ドストニー2号もろとも、発信元のヘラー軍団基地へ戻され、モンキは分離される。
また、モンキは分離後、基地内で暴れて逃げ回るうちに電送機に入り、タイターンの基地から地球へ帰還する。
- 怪獣原案は山口修が担当した[12]。

### 電送怪獣 ネオドストニー
第43話「怪獣になったモンキ!?」に登場。
物質電送装置によって、ドストニー1号とドストニー2号が合体した怪獣。元々よりパワーアップしたといわれ、タイターンの基地から再び地球へ電送装置で送り込まれる。武器は口から放射する高熱火炎で、浴びせられた人間は一瞬で灰になる。また、肩にある茶色の1対の角は敵を捕らえる触手にもなる。最後はジョーニアスに電送装置の鋭利な角部に叩きつけられて串刺しになり、電送装置と共に爆死する。
- 怪獣原案は山口修が担当した[12]。

## 宇宙魔軍 サイエン星人
第44話「ウルトリアが二つに割れた!?」に登場。
ヘラー軍の配下の異星人。宇宙空間の巨大な隕石円盤サイエンダーから、降下カプセルで地球へ複数のカペラドンを送り込む。最後はジョーニアスにサイエンダーを破壊され、宇宙戦闘機で何名かが脱出するが、ウルトリアのビーム砲とジョーニアスのプラニウム光線を受けて爆死する。
- 声：宮村義人（司令官）、稲葉実、千葉繁

### 隕石円盤サイエンダー
第44話「ウルトリアが二つに割れた!?」に登場。
サイエン星人が秘密裏に地球に潜入するため建造した円盤。直径10キロメートルに及ぶ巨大隕石を改造した宇宙基地である。内部にミサイルやヘラー艦を多数擁しており、危機の際の防衛には円盤怪獣スペーダーを出動させる。また、カペラドンを地球へ送り込む作戦の本拠地でもある。科学警備隊のウルトリアに攻撃され、最後はジョーニアスとウルトリアに内部から破壊される。

## 円盤怪獣 スペーダー
第44話「ウルトリアが二つに割れた!?」に登場。
科学警備隊のウルトリアαによる隕石円盤サイエンダー攻撃の際に、サイエンダー防衛のためにサイエンダー内部から出動した宇宙怪獣。白い体と青い鋼より頑丈な翼が特徴。ウルトリアαのミサイルを軽々とかわす敏捷性を持ち、口から吐く閃光（ショック光）と両目から発射する強烈な光線で敵を攻撃する。光線をジョーニアスのスペースバリアーで防がれた後、逃げようと背を向けたところをプラニウム光線を受けて爆死する。

## カプセル怪獣 カペラドン
第44話「ウルトリアが二つに割れた!?」に登場。
サイエン星人の手により地球へ送り込まれたロケット砲弾から出現した、牛のような角を有する宇宙怪獣。頑強なボディーを持ち、口から吐く火炎熱線と途中で2本に分かれた鞭状の尻尾、口に生えた鋭い牙と先の尖った蹄を武器とする。最初の投下で9体が世界各地に送り込まれたが、地球防衛軍に殲滅される。2度目のカプセル投下も行われるが、サイエン星人の本拠地（隕石円盤サイエンダー）を攻撃するために宇宙へ出動した、科学警備隊のウルトリアに地球へ達する前に1体を除いて壊滅させられ、地表への到達に成功した1体もウルトリアβにより地球（アメリカ）までの追撃を受けたのち、ウルトリアβに搭乗したヒカリが変身したジョーニアスに倒される。

## アンドロイド201部隊
第45話「爆弾を抱いたピグ」に登場。
地球防衛軍・極東ゾーン基地所属の201部隊の隊員とジンダ隊長に瓜二つの外見を持つヘラー軍が製作したアンドロイド兵士の部隊。本物の201部隊員とそっくり入れ替わり、極東ゾーン本部基地と宇宙戦艦ウルトリアの爆破を企てる。科学警備隊との銃撃戦で大半が倒され、ジンダ隊長に化けたアンドロイドもジョーニアスのプラニウム光線で倒される。
- 声：木原正二郎（ジンダ隊長）、稲葉実、山口健、千葉繁

## 積雲怪獣 ゴルディング
第45話「爆弾を抱いたピグ」に登場。
ヒカリたちが基地でアンドロイド201部隊と戦っている最中に、都市部に現れる怪獣。黒雲の中を漂っていた雲の一部の氷の粒が凝縮して誕生した。地球の軌道上からヘラー軍の宇宙円盤によってコントロールされる。体は強固で、ウルトリアの主砲やジョーニアスのプラニウム光線も通じない。巨大な岩塊（岩石）を鞭のように繋ぎ合わせて、それを口にくわえて攻撃する。また、全身を緑に発光させることで敵の攻撃を防御する。ジョーニアスによってウルトリアに仕掛けられていた爆弾を体内に放り込まれ、大爆発を起こして倒れる。

## メカ怪獣 ゲドン
第46話「よみがえれムツミ」に登場。
ヘラー軍が送り込んできた「大量殺人兵器」であるロボット怪獣。ロボットだが通常の怪獣のような声を発する。下半身にある巨大なキャタピラで移動する。透明なドームに覆われた眼球からの破壊光線や、左右の3本の指から放つ3連バルカン砲で都市を徹底的に破壊し、地球防衛軍の地上軍を全滅させ、科学警備隊のウルトリアやウルトラマンジョーニアスを苦しめる。地球の遥か上空にある円盤から遠隔操作されている。ムツミの助言で円盤の存在を知ったジョーニアスによって円盤を破壊された後は混乱状態となり、ウルトリアの砲撃を受けた後、プラニウム光線を浴びせられて大爆発する。

## 合成獣 ヘラ・ウマーヤ
第48話「ウルトラの星へ!! 第2部 前線基地撃滅」に登場。
ヘラー軍のタイターン前線基地を守る怪獣。地下にある前線基地の格納庫に待機していたが、基地に潜入したヒカリたちを迎撃するために出撃する。ウルトラマンジョーニアスをも上回る怪力の持ち主で、右腕のパンチ力が強く、口から吐く火炎と尾、頭部の鋭い角による攻撃でジョーニアスを圧倒するが、ジョーニアスは救援に駆けつけたエレクとロトによって助けられる。劇中で倒される描写はない。

## ヘラーのペット パンサー
第49話「ウルトラの星へ!! 第3部 U艦隊大激戦」、第50話「ウルトラの星へ!! 完結編 平和への勝利」に登場。
ヘラーがペットとして側に置き、ボディーガードも務める豹に似た宇宙生物。凶暴な性格で、標的を定めると頭部の長い角や鋭い牙で容赦なく襲いかかる。第50話でヘラーシティを攻撃され、逆上したヘラーの命令でアミアを襲うが、突入してきたジョーニアスに吹き飛ばされる。

## 処刑怪獣 マクダター
第50話「ウルトラの星へ!! 完結編 平和への勝利」に登場。
ヘラー軍の処刑用に飼われている獰猛な怪獣。人間が好物で、ゴリラ程度の知能はあるが、短気で一度怒ると、見境なく何でも破壊する。両手の爪が最大の武器で、怪力によって何でも切り裂くほか、長い尻尾も強力な武器になる。ヘラーシティ内部で破壊活動を行っていた科学警備隊隊員をヘラー軍団が磔にした際、科学警備隊を処刑するために出現。そこへ死んだと思われていたヒカリが変身したジョーニアスが出現し、格闘戦の後に空中へ連れ出され、その間に隊員たちはピグたちの機転で脱出する。最後はジョーニアス、ロト、エレクの3人の連係攻撃を経て合体光線技で倒される。